# Садова Наталія Іванівна
Наталія Іванівна Садова (рос. Наталья Ивановна Садова; нар. 15 липня 1972, Нижній Новгород, Російська РФСР) — російська легкоатлетка, що спеціалізується на метанні диска, олімпійська чемпіонка 2004 року, срібна призерка Олімпійських ігор 1996 року, призерка чемпіонатів світу та Європи. Заслужений майстер спорту Росії.

## Біографія
Наталія Садова народилася 15 липня 1972 року в Нижньому Новгороді. Легкою атлетикою почала займатися під керівництвом свого батька Івана Каптюха. З 1992 року її тренером став її чоловік Михайло Садовий.
На юніорському рівні їй вдалося стати чемпіонкою світу, а також срібною призеркою чемпіонату Європи. За збірну Росії дебютувала на чемпіонаті Європи 1994 року та зайняла у фіналі 11-те місце. Через рік виступила на чемпіонаті світу, де посіла п'яте місце. Вдалі виступи дали спортсменці можливість представити Росію на Олімпійських іграх у Атланті. Там вона показала один із найкращих своїх результатів 66.48 м та стала срібною призеркою. Протягом наступного олімпійського циклу Садова виграла свої перші медалі на чемпіонаті світу (бронза 1997 року) та Європи (срібло у 1998 році), а також стала чемпіонкою Універсіади. За рік до Олімпійських ігор у Сіднеї, спортсменка зупинилася за крок від медалі чемпіонату світу, показавши четвертий результат 64.98 м. На самих іграх у Сіднеї також стала четвертою.
У 2001 році, на чемпіонаті світу, Садова показала дуже високий результат 68.57 м, та виграла змагання. В подальшому цей результат спортсменки анулювали, а її позбавили золотої медалі, оскільки у допінговій пробі росіянки була виявлена велика кількість кофеїну. У сезоні 2002 року вдруге в кар'єрі виграла срібло чемпіонату Європи, але наступний сезон провела менш вдало, посівши лище шосте місце на чемпіонаті світу. Найбільше досягнення у своїй кар'єрі Садова здобула у 2004 році. На Олімпійських іграх у Афінах, з результатом 67.02 м, вона випердила усіх своїх суперниць та стала олімпійською чемпіонкою.
Спортсменка продовжувала виступи і у наступному олімпійському циклі. Так у 2005 році вона стала срібною призеркою чемпіонату світу. Але згодом її було дискваліфіковано на два роки. Причиною цього стала позитивна допінг проба, яку спортсменка здала на змаганнях 28 травня 2006 року. У ній були знайдені сліди анаболітичних стероїдів. Термін дискваліфікації закінчився у липні 2008 року, тому Садова встигнула відібратися та виступити на своїх четвертих Олімпійських іграх. Там вона не зуміла пройти кваліфікацію (25-те місце).
Протягом наступних сезонів продовжувала виступати. Її найкращим результатом за цей період стало четверте місце 2010 року на чемпіонаті Європи. У 2012 році вирішила завершити свою спортивну кар'єру.

## Кар'єра
| Рік               | Змагання                         | Місто                | Місце            | Примітки         |
| Представник СРСР  | Представник СРСР                 | Представник СРСР     | Представник СРСР | Представник СРСР |
| ----------------- | -------------------------------- | -------------------- | ---------------- | ---------------- |
| 1989              | Чемпіонат Європи серед юніорів   | Вараждин, Югославія  | 5                | 53.88 м          |
| 1990              | Чемпіонат світу серед юніорів    | Пловдив, Болгарія    | 1                | 61.44 м          |
| 1991              | Чемпіонат Європи серед юніорів   | Салоніки, Греція     | 2                | 56.44 м          |
| Представник Росія |                                  |                      |                  |                  |
| 1994              | Чемпіонат Європи                 | Гельсінкі, Фінляндія | 11               | 58.08 м          |
| 1995              | Чемпіонат світу                  | Гетеборг, Швеція     | 5                | 62.60 м          |
| 1996              | Олімпійські ігри                 | Атланта, США         | 2                | 66.48 м          |
| 1997              | Чемпіонат світу                  | Афіни, Греція        | 3                | 65.14 м          |
| 1997              | Універсіада                      | Сицилія, Італія      | 1                | 67.02 м          |
| 1998              | Чемпіонат Європи                 | Будапешт, Угорщина   | 2                | 66.94 м          |
| 1998              | Фінал Кубка світу IAAF           | Москва, Росія        | 1                | 68.50 м          |
| 1999              | Чемпіонат світу                  | Севілья, Іспанія     | 4                | 64.98 м          |
| 2000              | Олімпійські ігри                 | Сідней, Австралія    | 4                | 65.00 м          |
| 2001              | Чемпіонат світу                  | Едмонтон, Канада     | 1                | 68.57 м          |
| 2001              | Ігри доброї волі                 | Брисбен, Австралія   | 2                | 64.11 м          |
| 2002              | Чемпіонат Європи                 | Мюнхен, Німеччина    | 2                | 64.12 м          |
| 2002              | Фінал Кубка світу IAAF           | Мадрид, Іспанія      | 3                | 61.30 м          |
| 2003              | Чемпіонат світу                  | Париж, Франція       | 6                | 65.22 м          |
| 2003              | Всесвітній легкоатлетичний фінал | Монте-Карло, Монако  | 5                | 62.00 м          |
| 2004              | Олімпійські ігри                 | Афіни, Греція        | 1                | 67.02 м          |
| 2004              | Всесвітній легкоатлетичний фінал | Монте-Карло, Монако  | 2                | 65.57 м          |
| 2005              | Чемпіонат світу                  | Гельсінкі, Фінляндія | 2                | 64.33 м          |
| 2005              | Всесвітній легкоатлетичний фінал | Монте-Карло, Монако  | 1                | 63.40 м          |
| 2008              | Олімпійські ігри                 | Пекін, Китай         | 25 (кв.)         | 58.11 м          |
| 2009              | Чемпіонат світу                  | Берлін, Німеччина    | 7                | 61.78 м          |
| 2010              | Чемпіонат Європи                 | Барселона, Іспанія   | 4                | 61.20 м          |